# Låghara, Helsingfors
Låghara, finska: Matalahara, är en ö i Finland. Den ligger i Finska viken och i kommunen Helsingfors i den ekonomiska regionen  Helsingfors i landskapet Nyland, i den södra delen av landet. Ön ligger nära Helsingfors.
Öns area är 2,7 hektar och dess största längd är 360 meter i sydväst-nordöstlig riktning.